# Wednesday Night Prayer Meeting
Wednesday Night Prayer Meeting ist eine zwölftaktige Jazzkomposition von Charles Mingus im schnellen Tempo.
Wednesday Night Prayer Meeting gehört zu den Kompositionen des US-amerikanischen Bandleaders, Bassisten und Komponisten, die stark von seinen frühen Erfahrungen von Kirchenmusik, Gospel und Blues gespeist ist. Unter diesem Titel wurde sie von Mingus zum ersten Mal während der Aufnahmen für sein Atlantic-Album Blues and Roots (1959) eingespielt und im folgenden Jahr live in Europa (Mingus at Antibes) aufgeführt. Mingus nahm auch später das Stück wieder ins Repertoire. Weitere gospel-artige Kompositionen von Mingus wie Better Get It in Your Soul oder Slop entstanden nach dem gleichen Modell.
Wednesday Night Prayer Meeting verkörpert Mingus’ starken Gospel und Blues-Einfluss. Mingus schreibt hierzu: Das Stück „ist Kirchenmusik. Als Kind hörte ich diese Art von Musik, wenn ich mit meiner Mutter zum Gottesdienst ging. Die Gemeindemitglieder preisen den Herrn, sie benennen ihre Sünden, singen, rufen und schreien und geraten ein wenig in Ekstase. Einige Prediger treiben Dämonen aus; die Zwiesprache, die sie dabei halten, nennen sie ‚in Zungen reden‘ oder ‚eine unbekannte Zunge (eine Sprache, die der Teufel nicht versteht) reden‘“. Die Stimmen der Gottesdienstbesucher werden in der Aufnahme von 1959 durch die Saxophone im Wechselspiel übernommen, gelegentlich unterbrochen und vorangetrieben von Zwischenrufen und Klatschen von Mingus und anderen Spielern.
Charles Mingus äußert sich zum Entstehen und zum Hintergrund des Stücks: „Ich beschloss, die Kompositionen auswendig zu lernen und dann ihre Phrasierung am Klavier den Musikern Stück für Stück vorzuspielen. Ich wollte, dass sie die Tonfolgen auf diese Weise erlernten, sie sollten sie eher im Ohr als auf dem Papier haben, so dass sie die durchkomponierten Teile mit der gleichen Spontaneität und dem gleichen Feuer spielen würden, wie ein eigenes Solo.“.

## Auswahl-Diskografie
- Charles Mingus: Blues and Roots (Atlantic Records, 1959)
- Charles Mingus: Mingus at Antibes (Atlantic, 1960)
- Alexis Korner: Sky High (Spot/Polydor 1966, mit Alan Skidmore)
- Mingus Big Band: Live in Time (Dreyfus)
- Ramon Diaz Group: O Si No Que? (Fresh Sounds Records)